# Sainte-Marie-d'Alvey
Sainte-Marie-d'Alvey är en kommun i departementet Savoie i regionen Auvergne-Rhône-Alpes i sydöstra Frankrike. Kommunen ligger i kantonen Saint-Genix-sur-Guiers som tillhör arrondissementet Chambéry. År 2022 hade Sainte-Marie-d'Alvey 128 invånare.

## Befolkningsutveckling
Antalet invånare i kommunen Sainte-Marie-d'Alvey
| Referens: INSEE |